# Рор (Середня Франконія)
Рор (нім. Rohr) — сільська громада в Німеччині, розташована в землі Баварія. Підпорядковується адміністративному округу Середня Франконія. Входить до складу району Рот.
Площа — 46,51 км2. Населення становить 3770 ос. (станом на 31 грудня 2020).